# Foncteur de translation
En théorie des représentations, un foncteur de translation (parfois appelé foncteur de Zuckerman) est un foncteur qui transforme les représentations d'une algèbre de Lie en des représentations ayant un caractère central éventuellement différent. Les foncteurs de translation ont été introduits indépendamment par (Zuckerman 1977) et (Jantzen 1979). En gros, le foncteur est défini en prenant le produit tensoriel avec une représentation fixe de dimension finie, puis en prenant le sous-espace correspondant à un caractère central particulier.

## Définition
Par l'isomorphisme de Harish-Chandra, les caractères du centre Z de l'algèbre enveloppante universelle d'une algèbre de Lie réductive complexe peuvent être identifiés avec les points de (L⊗C)/W, où L est le réseau des poids et W est le groupe de Weyl. Si λ est un point de (L⊗C)/W, on notera χλ pour le caractère correspondant de Z.
On dit qu'une représentation de l'algèbre de Lie admet un caractère central χλ si tout vecteur v est un vecteur propre généralisé du centre Z de valeur propre χλ ; autrement dit, pour z ∈ Z et v ∈ V, il existe n entier tel que (z – χλ(z))n(v)=0.
Étant donné deux poids λ et μ, le foncteur de translation {\displaystyle \psi _{\lambda }^{\mu }} envoie les représentations V admettant pour caractère central χλ sur des représentations admettant le caractère central χμ. Il est construit en deux étapes :
- on prend d'abord le produit tensoriel de V avec une représentation irréductible de dimension finie admettant un poids extrémal λ – μ (s'il en existe une) ;
- on prend ensuite l'espace propre généralisé de ce produit tensoriel pour la valeur propre χμ.